# 尚熙 (島添大里王子)
尚熙（？—？），和名島添大里王子朝長，童名眞三郎金，號瑞公，琉球國第二尚氏王朝王族。
尚熙是小祿御殿支流第四世，父親是第三世向秉禮（勝連按司朝久），母親不詳。尚熙娶尚永王的次女月嶺（思武太金）為妻，因此與尚寧王是連襟關係。論輩分來說，尚熙與出生於小祿御殿大宗家的尚寧王是從兄弟關係。
萬曆年間，尚熙出任中城間切總地頭職，稱中城王子朝長。按照慣例，琉球國王的繼承人（王世子）多會被授予中城間切地頭，因此尚熙很有可能是事實上的王世子，但在其家譜中並未提及他被封為王世子。
萬曆三十七年（1609年），薩摩入侵琉球，琉球成為薩摩藩的附庸。同年五月十九（6月20日），從那霸港出發，跟隨尚寧王前往薩摩藩。萬曆三十九年九月十三（1611年10月18日）回國。
萬曆四十六年十二月二十日（1619年2月4日），轉任島添大里間切總地頭職，改稱島添大里王子朝長。據推斷，在薩摩藩的干涉下，他可能在此時失去了王位繼承人的身份。
天啓七年六月初四日（1627年7月16日），尚豐王賜給他知行高四百斛。卒年不詳，葬於平良墓。
尚熙無嗣，僅有一女勢能君按司加那志（童名真蜷甲金）。尚豐王命令向成名（喜屋武按司朝重）娶勢能君為妻，以婿養子的身份，於天啓五年二月初六日（1625年3月14日）繼承島添大里間切地頭職。但二人感情不和最終離婚，向成名退出家統，解除與尚熙婿養子關係。